# Euclathurella subuloides
Euclathurella subuloides é uma espécie de gastrópode do gênero Euclathurella, pertencente a família Clathurellidae.